# Movida madrileña
 (janvier 2020).
Si vous disposez d'ouvrages ou d'articles de référence ou si vous connaissez des sites web de qualité traitant du thème abordé ici, merci de compléter l'article en donnant les références utiles à sa vérifiabilité et en les liant à la section « Notes et références ».

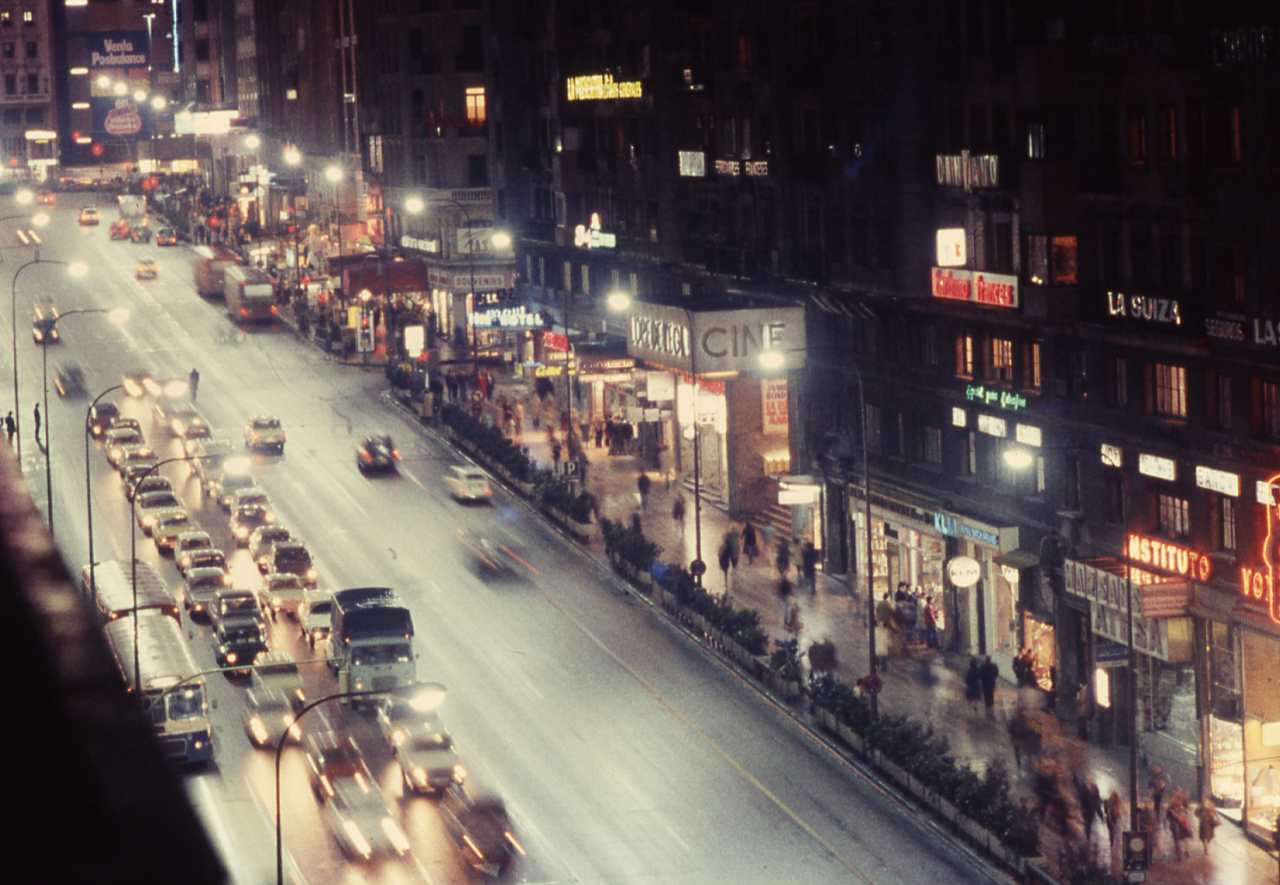
Madrid la nuit, photo par Paolo Monti. Le peuple Movida a inventé les désormais célèbres cris de guerre de la ville : Madrid nunca duerme (« Madrid ne dort jamais »), Esta noche todo el mundo a la calle (« Ce soir, tout le monde à la rue ») ou Madrid me mata (« Madrid me tue »).

La Movida (en français : Movida madrilène et en espagnol : Movida madrileña), est le nom donné au mouvement culturel qui a touché l'ensemble de l'Espagne vers la fin de la période de transition démocratique espagnole, au début des années 1980.
Le terme movida vient de l'espagnol hacer una movida qui signifie en traduction littérale : faire un geste. Mais en cheli, movida est un terme polysémique signifiant autant « fête », que « scène, milieu » ou « action ou mouvement problématique ».
Portée par le désir de renouveau de la jeunesse espagnole et l'émergence de nouveaux acteurs sur le plan artistique et culturel, elle a contribué à la modernisation et à l'intégration de la société espagnole dans l'Europe démocratique.

## Origines et influences
La Movida s'inscrit dans le contexte du processus de démocratisation et libération de la fin de la dictature franquiste recevant l'influence des mouvements culturels européens contemporains comme la new wave britannique ou le mouvement punk.
Le mouvement initial a démarré à Madrid, autour du quartier de Malasaña, favorisé sur le plan politique par le maire Enrique Tierno Galván (figure emblématique de la transition démocratique) d'où la dénomination de La movida Madrileña. Il gagne cependant rapidement d'autres villes du pays, notamment Barcelone, Bilbao et Vigo.
On peut distinguer deux périodes qui ont séparé la fin de la dictature franquiste et la véritable Movida commerciale. La première est le Rollo Underground, la seconde la Nueva Ola. Le Rollo Underground s'étend du début à la fin des années 1970. Il se caractérise par l'émergence de groupes culturels (essentiellement des groupes de hard rock et punks) contestataires et rebelles, qui s'opposent aux bonnes mœurs mais sont apolitiques. Cette nouvelle culture se développe de manière illégale, subversive et parallèle dans un premier temps. À partir de 1978 se multiplient les lieux de concert, les festivals et les producteurs indépendants qui mettent en place une couverture médiatique alternative et encore de faible envergure, mais réelle. La Nueva Ola (en français : Nouvelle vague ; de 1978 jusqu'à 1981 environ) marque l'essor, le développement de ce mouvement culturel initié avant même la mort de Franco mais aussi l'intégration du glam rock anglais (représenté par David Bowie ou les T-Rex) et le retour de la pop légère et enjouée espagnole des années 1960 en réaction à la violence du courant rock. On observe donc un amalgame de la pop music, de l'esthétique du glam et de la provocation punk à l'origine de compositions singulières. C'est une période de pop revival.

## Caractéristiques

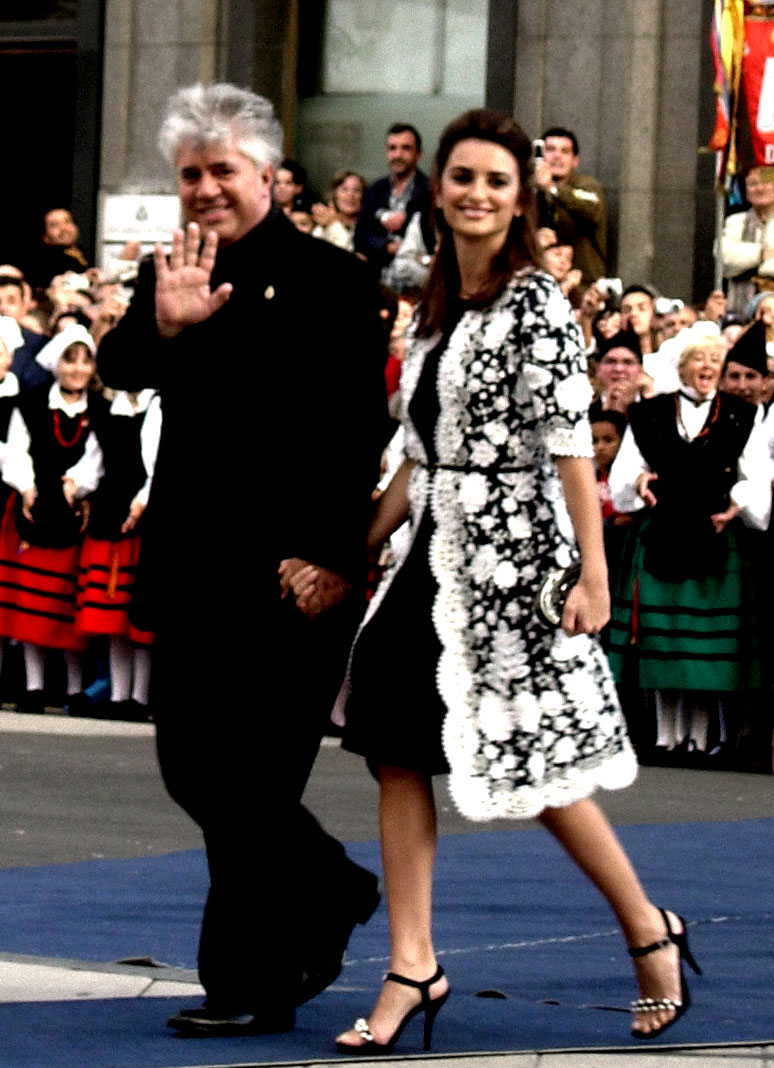
Pedro Almodóvar (accompagné de sa muse Penélope Cruz), icône de la Movida espagnole.

La movida est personnifiée par les figures de la musique, du cinéma, du design, du graphisme ou de la bande dessinée et de la photographie, mais elle se fait aussi sentir dans d'autres aspects de la culture, ainsi que dans les mœurs sociales.

### Musique
On peut voir de nombreuses influences musicales des autres pays dans la Movida, comme le punk, le heavy metal, le rock et d'autres.
- Aviador Dro
- Leño (Rosendo)
- Barón Rojo
- Héroes del Silencio
- Nacha Pop
- Kaka de Luxe
- Los Elegantes
- La Unión
- Radio Futura
- Hombres G
- Mecano
- Mike Tery[réf. nécessaire]
- Tino Casal
- Alaska y Dinarama
- Loquillo
- Bernardo Bonezzi et Los Zombies

### Cinéma
Le réalisateur Pedro Almodóvar ou la comédienne Victoria Abril incarnent l'esprit de la Movida à travers des comédies où s'illustrent la libération des mœurs, la vitalité, la joie et l'exubérance de ces années qui marquent la fin de la dictature franquiste en Espagne.

### Bande dessinée
La bande dessinée underground se développe, et la revue El Víbora publie des bandes dessinées audacieuses réalisées par des dessinateurs d'avant-garde : Ceesepe, Javier Mariscal ou Nazario Luque dit Nazario.

### Photographie
La photographe madrilène Ouka Leele dont les images aux couleurs saturées ont influencé la photographie européenne.

### Renouveau culturel

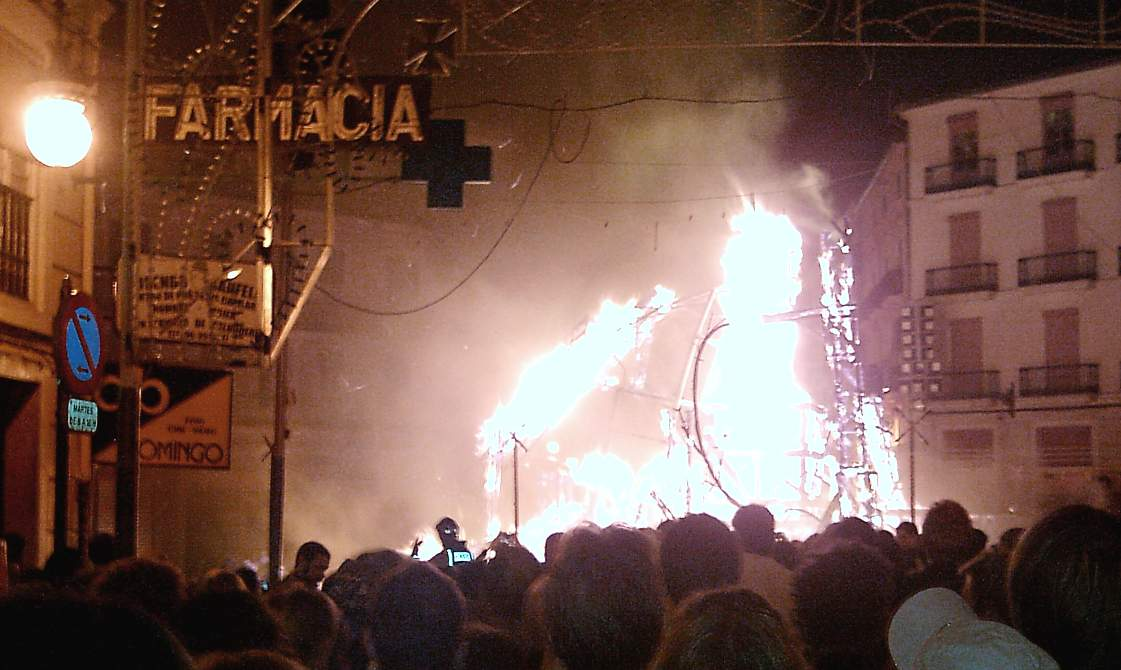
Cremà (du verbe cremar, brûler) lors des fallas de Valence en 2005.

Un effet visible sur la jeunesse fut le renouveau de la vie nocturne avec le développement des lieux de rencontre culturels et festifs (bars, pubs, galeries d'art ou clubs de danse) qui permettent l'expression de jeunes créateurs.